# Сант'Адрјано (Фиренца)
Сант'Адрјано је насеље у Италији у округу Фиренца, региону Тоскана.
Према процени из 2011. у насељу је живело 211 становника. Насеље се налази на надморској висини од 265 м.